# هارون روبنسون (ملحن)
هارون روبنسون (بالإنجليزية: Aaron Robinson)‏ هو ملحن أمريكي، ولد في 11 ديسمبر 1970.

## وصلات خارجية
- هارون روبنسون على موقع IMDb (الإنجليزية)